# Elovaja
L'Elovaja (in russo  Еловая?; nella parte superiore Большая Еловая e Чижандзи, Bol'šaja Elovaja e Čižandzi; in lingua selcupa Ӄӯдый Кы) è un fiume della Russia siberiana, affluente di sinistra del fiume Ket' (bacino idrografico dell'Ob'). Scorre nel Biriljusskij e nell'Enisejskij rajon del Territorio di Krasnojarsk.

## Descrizione
Il primo ramo sorgentizio del fiume scorre in direzione nord e si chiama Čižandzi, il nome cambia poi in Bol'šaja Elovaja e svolta in direzione nord-ovest, direzione che mantiene fino allo sbocco nel Ket'. Solo dopo il congiungimento con la Malaja Elovaja, il suo maggior affluente (da sinistra), lungo 205 km., l'Elovaja prende il suo nome definitivo. Il fiume ha una lunghezza di 331 km e il suo bacino è di 6 230 km².